# Julija Sergejewna Makarowa
Julija Sergejewna Makarowa (russisch Юлия Сергеевна Макарова; * 24. November 1981 in Labytnangi im Autonomen Kreis der Jamal-Nenzen) ist eine frühere russische Biathletin.
Julija Makarowa gab ihr internationales Debüt bei den Junioreneuropameisterschaften des Jahres 2000 in Zakopane. Im Sprint wurde sie Achte, in der Verfolgung Fünfte und im Einzel Sechste, mit der Staffel gewann sie mit Irina Formina und Jelena Chrustaljowa den Titel. Bei den sich anschließenden Juniorenweltmeisterschaften in Hochfilzen gewann sie hinter Sabrina Buchholz Silber im Sprint sowie mit der Staffel. Ein Jahr später gewann sie bei der Junioren-EM in Haute-Maurienne im Sprint Silber hinter Tatjana Moissejewa sowie Gold mit der Staffel (mit Moiseeva und Marina Bortschukowa) und in der Verfolgung. Auch bei den anschließenden Juniorenweltmeisterschaften in Chanty-Mansijsk gewann sie erneut Medaillen. In Einzel und Sprint Bronze, mit der Staffel erneut Gold (mit Moiseeva und Nadeschda Kolesnikowa).
2002 debütierte Makarowa im Biathlon-Weltcup. In Antholz kam sie bei einem Einzel auf den 57. Platz. Saisonhöhepunkt wurde die Teilnahme an ihren ersten Europameisterschaften in Kontiolahti. Neben guten Ergebnissen in den Einzelrennen gewann sie mit Irina Malgina, Lilija Jefremowa und Olga Romasko Staffelsilber hinter dem deutschen Team. 2003 wurde Makarowa in Forni Avoltri erneut Staffel-Europameister. Im Europacup, in dem sie 2003 und 2004 regelmäßig eingesetzt wurde, gewann sie in Geilo ein Verfolgungsrennen. 2003 gewann sie als 16. in der Verfolgung auch erstmals Weltcuppunkte. Ihr bestes Jahr wurde 2005. Mit der Staffel wurde sie in Oberhof Zweite, in Antholz belegte sie mit dem sechsten Platz im Einzel ihr bislang bestes Weltcupergebnis und wurde zudem 13. im Sprint und Elfte in der Verfolgung. Im Massenstart von Pokljuka kam ein zehnter Platz hinzu. Am Ende der Saison wurde Makarowa nach acht Platzierungen in den Punkterängen 35. des Gesamtweltcups. Lohn war eine Nominierung für die Biathlon-Weltmeisterschaften 2005 in Hochfilzen. Dort wurde sie im Einzel eingesetzt und belegte den 20. Platz.

## Biathlon-Weltcup-Platzierungen
Die Tabelle zeigt alle Platzierungen (je nach Austragungsjahr einschließlich Olympische Spiele und Weltmeisterschaften).
- 1.–3. Platz: Anzahl der Podiumsplatzierungen
- Top 10: Anzahl der Platzierungen unter den ersten zehn (einschließlich Podium)
- Punkteränge: Anzahl der Platzierungen innerhalb der Punkteränge (einschließlich Podium und Top 10)
- Starts: Anzahl gelaufener Rennen in der jeweiligen Disziplin

| Platzierung | Einzel | Sprint | Verfolgung | Massenstart | Staffel | Gesamt |
| ----------- | ------ | ------ | ---------- | ----------- | ------- | ------ |
| 1. Platz    |        |        |            |             |         |        |
| 2. Platz    |        |        |            |             | 1       | 1      |
| 3. Platz    |        |        |            |             |         |        |
| Top 10      | 1      |        |            | 1           | 2       | 4      |
| Punkteränge | 2      | 2      | 3          | 2           | 2       | 11     |
| Starts      | 6      | 8      | 6          | 2           | 2       | 24     |